# آلبرت کالورت
آلبرت کالورت (انگلیسی: Albert Calvert؛ ۱۸۸۷ – ۱۸ مارس ۱۹۱۹) دوچرخه‌سوار اهل بریتانیا بود. وی در بازی‌های المپیک تابستانی ۱۹۰۸ شرکت کرده است.